# 댁 램보

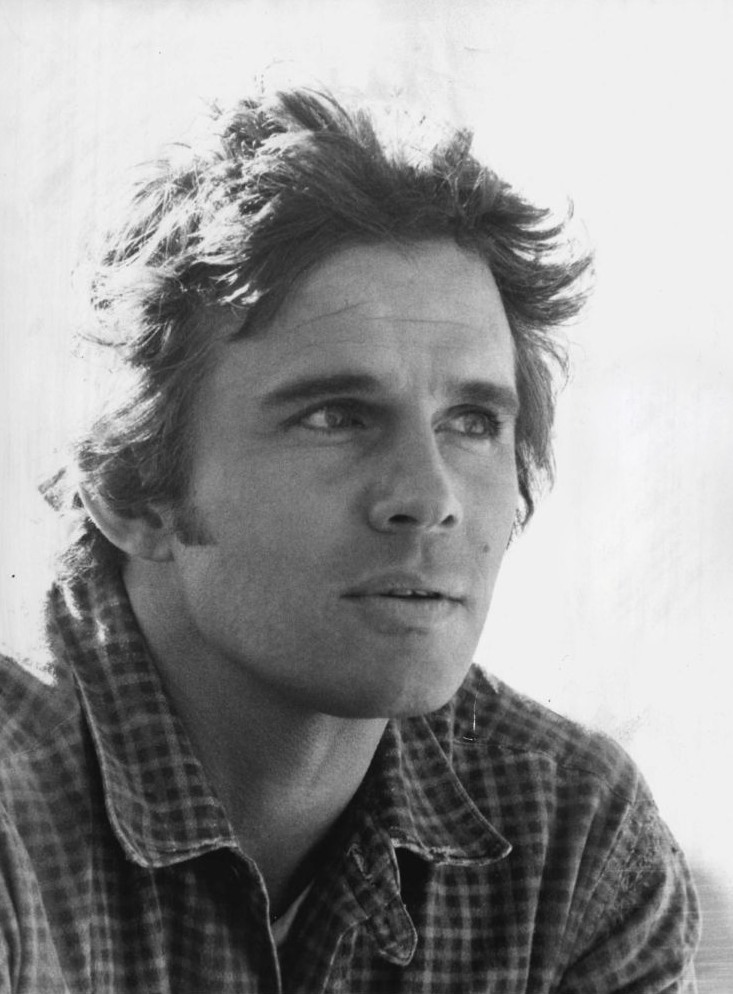

댁 램보(Dack Rambo, 1941년 11월 1일 ~ 1994년 3월 21일)는 미국의 텔레비전 배우, 영화배우이다.

## 영화
- 특급 전사 (1990년)
- 다이아몬드 강의 비밀 (1990년)
- 무인지대 (1984년)
- 호텔 - 시리즈 (1983년)
- 꿈꾸는 낙원 (1978년)
- 달라스 (1978년)
- 사랑의 유람선 (1977년)
- 원더 우먼 - TV 시리즈 (1975년)
- 위치 웨이 투 더 프론트 (1970년)
- 닥터 웰비 (1969년)
- 딜론 보안관 (1955년)